# Линија 70 (Београд)
Линија 70 (Бежанијска коса - IKEA) је једна од аутобуских линија у Београду.

## Историјат
Линија је уведена 10. августа 2017. године, а пре тога постојала је линија 70 на траси Ново бежанијско гробље - Општина Нови Београд - Блок 45 која је уведена 1984, а укинута 1. јануара 1991. године. 

## Превозници
Од 1. октобра 2024. линију одржава приватни превозник C&LC Group као део конзорцијума Bg Bus Prevoz.